# Margot Schläfli
Margot Kunz-Schläfli (Olten, 2 de abril de 1964) é uma ex-voleibolista indoor e ex-jogadora de vôlei de praia suíça, que nas quadras conquistou a medalha de bronze na Universíada de Verão de 1993 nos Estados Unidos, e na praia foi semifinalista no Campeonato Europeu de 1998 na Grécia.

## Carreira
Iniciou a carreira no vôlei de quadra, representou a seleção suíça de 1987 a 1993, e fez parte da equipe que obteve a vitória histórica na edição do Montreux Volley Masters de 1993 diante da Rússia, e foram semifinalistas na ocasião., e no mesmo ano, atuando na posição de central, foi um dos da também histórica medalha de bronze na edição da Universíada de Verão realizada em Buffalo e encerrou sua carreira devido a lesão.Em 2019 lançou um livro contando os vinte anos do vôlei de praia em Gstaad.
Na temporada de 1996 estreou ao lado de Annalea Hartmann no circuito mundial na Série Mundial de Espinho, finalizando em  décimo sétimo lugar. Em 1997, formou dupla com Evelyne Schneiter  e  terminaram em vigésimo quinto lugar no Aberto de Pescara
A partir de 1998 competiu  formando dupla com Nicole Schnyder-Benoit e obteve o segundo lugar na etapa Challenge de Jona, como o quarto lugar no Campeonato Europeu de Voleibol de Praia de 1998 em Rodes, finalizaram no vigésimo quinto posto no Aberto de Toronto, também em vigésimo sétimo no Aberto de Vasto, pelo circuito mundial. Com Nicole Schnyder-Benoit esteve no Aberto de Acapulco no circuito mundial de 1999 e terminaram no quadragésimo primeiro posto e encerrou sua carreira devido a lesão.Em 2019 lançou um livro contando os vinte anos do vôlei de praia em Gstaad.

## Títulos e resultados
- Campeonato Europeu de 1998
- Montreux Volley Masters de 1993